# Guld & Bly
Guld & Bly är ett figurspel utgivet av Åskfågeln. Guld & Bly utspelar sig i vilda västern och är ett strategispel. 15 scenarion medföljer grundboxen.